# Special (serie de televisión)
Special es una serie de televisión web de comedia estadounidense, creada por Ryan O'Connell. La serie está basada en el relato personal y memorias del autor tituladas: I'm Special: And Other Lies We Tell Ourselves (2015). Su primera temporada se estrenó en Netflix el 12 de abril de 2019. La serie fue renovada por una segunda temporada en 2019, la cual se ha confirmado su estreno para el próximo 20 de mayo de 2021, convirtiéndose en el desenlance de la serie.

## Sinopsis
Special es "una nueva serie distintiva y edificante sobre un hombre gay, Ryan con parálisis cerebral leve que decide reescribir su identidad y finalmente buscar la vida que quiere." 

## Elenco

### Principal
- Ryan O'Connell como Ryan Hayes.[8]
- Jessica Hecht como Karen Hayes, madre de Ryan.
- Punam Patel como Kim Laghari, amiga y compañera de trabajo de Ryan.
- Marla Mindelle como Olivia, jefa de Ryan.
- Augustus Prew como Carey, mejor amiga de Kim. (temporada 1)
- Patrick Fabian como Phil, vecino de Karen.
- Max Jenkins como Tanner. (temporada 2) [9]

### Invitados
- Kat Rogers como Caitie.
- Jason Michael Snow como Keaton.
- Brian Jordan Alvarez como Shay.
- Gina Hughes como Samantha.
- Charlie Barnett como Harrison, (temporada 2),[10] interés romántico de Kim.
- Ana Ortiz como Susan (temporada 2),[10] novia de Phil.
- Utkarsh Ambudkar como Ravi (temporada 2),[10] interés romántico de Kim.
- Lauren Weedman como Tonya (temporada 2),[10] amigo de Karen.
- Buck Andrews como Henry. (temporada 2),[10]
- Anjali Bhimani como Bina Laghari (temporada 2),[10] madre de Kim.
- Ajay Mehta como Vijay Laghari (temporada 2),[10] padre de Kim.
- Karan Soni como Dev Laghari (temporada 2),[10] hermano de Kim.
- Leslie Jordan como Charles (temporada 2)[10]

## Episodios
| Temporada | Temporada | Episodios | Episodios | Lanzamiento original | Lanzamiento original |
| --------- | --------- | --------- | --------- | -------------------- | -------------------- |
|           | 1         | 8         | 8         | 12 de abril de 2019  | 12 de abril de 2019  |
|           | 2         | 8         | 8         | 20 de mayo de 2021   | 20 de mayo de 2021   |

### Temporada 1 (2019)
| N.º en serie | N.º en temp. | Título                                                                          | Dirigido por | Escrito por    | Fecha de lanzamiento original |
| ------------ | ------------ | ------------------------------------------------------------------------------- | ------------ | -------------- | ----------------------------- |
| 1            | 1            | «Chapter One: Cerebral LOLzy» «Capítulo Uno: Vaya LOL de cerebro»               | Anna Dokoza  | Ryan O'Connell | 12 de abril de 2019           |
| 2            | 2            | «Chapter Two: The Deep End» «Capítulo Dos: A lo hondo»                          | Anna Dokoza  | Ryan O'Connell | 12 de abril de 2019           |
| 3            | 3            | «Chapter Three: Free Scones» «Capítulo Tres: Bollitos gratis»                   | Anna Dokoza  | Ryan O'Connell | 12 de abril de 2019           |
| 4            | 4            | «Chapter Four: Housechilling Party» «Capítulo Cuatro: La fiesta de "malvenida"» | Anna Dokoza  | Ryan O'Connell | 12 de abril de 2019           |
| 5            | 5            | «Chapter Five: Vagina» «Capítulo Cinco: Mamá y sus movidas»                     | Anna Dokoza  | Ryan O'Connell | 12 de abril de 2019           |
| 6            | 6            | «Chapter Six: Straight Potential» «Capítulo Seis: Noche de póker»               | Anna Dokoza  | Ryan O'Connell | 12 de abril de 2019           |
| 7            | 7            | «Chapter Seven: Blind Deaf Date» «Capítulo Siete: Cita a ciegas y a sordas»     | Anna Dokoza  | Ryan O'Connell | 12 de abril de 2019           |
| 8            | 8            | «Chapter Eight: Gay Gardens» «Capítulo Ocho: Jardines gais»                     | Anna Dokoza  | Ryan O'Connell | 12 de abril de 2019           |

### Temporada 2 (2021)
| N.º en serie | N.º en temp. | Título                                                        | Dirigido por  | Escrito por        | Fecha de lanzamiento original |
| ------------ | ------------ | ------------------------------------------------------------- | ------------- | ------------------ | ----------------------------- |
| 9            | 1            | «One Day Stand» «Un rollo de un día»                          | Anna Dokoza   | Ryan O'Connell     | 20 de mayo de 2021            |
| 10           | 2            | «I Don't Like it Like This» «No me gusta así»                 | Anna Dokoza   | Mason Flink        | 20 de mayo de 2021            |
| 11           | 3            | «That's The Way The Boys Are» «¡Hombres!»                     | Anna Dokoza   | Liz Elverenli      | 20 de mayo de 2021            |
| 12           | 4            | «Death By a Thousand Cold Cuts» «Una muerte lenta y dolorosa» | Anna Dokoza   | Leila Cohan-Miccio | 20 de mayo de 2021            |
| 13           | 5            | «Ryan Joins the Crips» «Ryan hace nuevos amigos»              | Craig Johnson | Mason Flink        | 20 de mayo de 2021            |
| 14           | 6            | «Prom Queems» «Reinas de la fiesta»                           | Craig Johnson | Leila Cohan-Miccio | 20 de mayo de 2021            |
| 15           | 7            | «Why Is No One Ready?» «¿Por qué no está nadie preparado?»    | Craig Johnson | Ryan O'Connell     | 20 de mayo de 2021            |
| 16           | 8            | «Here's Where the Story Ends» «Aquí se acaba la historia»     | Craig Johnson | Ryan O'Connell     | 20 de mayo de 2021            |

## Producción

### Desarrollo
El 5 de febrero de 2019, Netflix anunció que había iniciado la producción de una primera temporada con ocho episodios. La serie está creada por Ryan O'Connell, a quien se le atribuye el mérito de productor ejecutivo, junto a Jim Parsons, Anna Dokoza, Eric Norsoph y Todd Spiewak. Las compañías de producción involucradas en la serie son: That Wonderful Productions y Stage 13. El 16 de diciembre de 2019, la serie fue renovada por una segunda y última temporada por Netflix.

### Lanzamiento
El 25 de marzo de 2019, Netflix lanzó el primer tráiler oficial de la serie desvelando la fecha de estreno.
El 26 de abril de 2021, Netflix lanzó el tráiler de la segunda y última temporada.

## Recepción

### Premios y nominaciones
| Año  | Premiación             | Categoría                                                     | Nominado(s)    | Resultado | Ref.   |
| ---- | ---------------------- | ------------------------------------------------------------- | -------------- | --------- | ------ |
| 2019 | Premios Primetime Emmy | Mejor serie de corta duración - Comedia o Drama               | Special        | Nominada  | [ 16 ] |
| 2019 | Premios Primetime Emmy | Mejor actor en una serie de corta duración - Comedia o Drama  | Ryan O'Connell | Nominado  | [ 16 ] |
| 2019 | Premios Primetime Emmy | Mejor actriz en una serie de corta duración - Comedia o Drama | Jessica Hecht  | Nominada  | [ 16 ] |
| 2019 | Premios Primetime Emmy | Mejor actriz en una serie de corta duración - Comedia o Drama | Punam Patel    | Nominada  | [ 16 ] |
| 2020 | Premios WGA            | Mejor Nueva serie de corta duración                           | Ryan O'Connell | Ganador   | [ 17 ] |